# Monlong
Monlong é uma comuna francesa na região administrativa de Occitânia, no departamento dos Altos Pirenéus. Estende-se por uma área de 7,21 km². Em 2010 a comuna tinha 107 habitantes (densidade: 14,8 hab./km²).